# Jean Libert (écrivain)
Cet article court présente un sujet plus développé dans : Paul Kenny et Jean-Gaston Vandel.
Pour les articles homonymes, voir Jean Libert (homonymie) et Libert.
Jean Libert, né à Bruxelles en 1913 et mort le 27 décembre 1995, est un auteur belge de romans d'espionnage et de science-fiction.
Il partage avec Gaston Vandenpanhuyse les pseudonymes Paul Kenny, Jean-Gaston Vandel, Graham Livandert, Rudy Martay et Jack Murray.
Il est le père de l'actrice Anne Libert.